# Canneti di Dormelletto
Canneti di Dormelletto este o arie protejată (arie specială de conservare — SAC, sit de importanță comunitară — SCI, arie de protecție specială avifaunistică — SPA) din Italia întinsă pe o suprafață de 153 ha, integral pe uscat.

## Localizare
Centrul sitului Canneti di Dormelletto este situat la coordonatele 45°25′37″N 8°34′47″E / 45.427°N 8.5797°E.

## Înființare
Situl Canneti di Dormelletto a fost declarat sit de importanță comunitară în septembrie 1995 pentru a proteja 46 de specii de animale. Alte tipuri de protecție:
- arie de protecție specială avifaunistică (în octombrie 2006)[2]
- arie specială de conservare (în februarie 2017)[1][3][4]

## Biodiversitate
Situată în ecoregiunea continentală, aria protejată conține 5 habitate naturale: Ape oligotrofe din câmpii nisipoase, cu un conținut foarte redus de minerale (Littorelletalia uniflorae), Păduri aluvionare cu Alnus glutinosa și Fraxinus excelsior (Alno-Padion, Alnion incanae, Salicion albae), Lacuri eutrofice naturale cu vegetație de tip Magnopotamion sau Hydrocharition, Fânețe de joasă altitudine (Alopecurus pratensis, Sanguisorba officinalis), Ape stătătoare oligotrofe până la mezotrofe, cu vegetație de Littorelletea uniflorae și/sau de Isoëto-Nanojuncetea.
La baza desemnării sitului se află mai multe specii protejate de  păsări (46): lăcar mare (Acrocephalus arundinaceus), lăcar-de-lac (Acrocephalus scirpaceus), pescăruș albastru (Alcedo atthis), rață pitică (Anas crecca), rață mare (Anas platyrhynchos), egretă mare (Ardea alba), stârc roșu (Ardea purpurea), rață-cu-cap-castaniu (Aythya ferina), rața moțată (Aythya fuligula), Aythya marila, buhai de baltă (Botaurus stellaris), Bucephala clangula, fugaci de țărm (Calidris alpina), fugaci roșcat (Calidris ferruginea), bătăuș (Calidris pugnax), prundaș gulerat mare (Charadrius hiaticula), barză albă (Ciconia ciconia), erete de stuf (Circus aeruginosus), erete vânăt (Circus cyaneus), porumbel gulerat (Columba palumbus), cuc (Cuculus canorus), gușă vânătă (Cyanecula svecica), lebădă de vară (Cygnus olor), egretă mică (Egretta garzetta), șoim călător (Falco peregrinus), lișiță (Fulica atra), becațină comună (Gallinago gallinago), găinușă de baltă (Gallinula chloropus), cufundar mic (Gavia stellata), stârc pitic (Ixobrychus minutus), sfrâncioc roșiatic (Lanius collurio), pescăruș râzător (Larus ridibundus), gaia neagră (Milvus migrans), stârc de noapte (Nycticorax nycticorax), vultur pescar (Pandion haliaetus), viespar (Pernis apivorus), cormoran mare (Phalacrocorax carbo), fazan (Phasianus colchicus), corcodel mare (Podiceps cristatus), pițigoi-pungar (Remiz pendulinus), rață cârâitoare (Spatula querquedula), chiră de baltă (Sterna hirundo), guguștiuc (Streptopelia decaocto), turturică (Streptopelia turtur), corcodel mic (Tachybaptus ruficollis), fluierarul cu picioare roșii (Tringa totanus)
Pe lângă speciile protejate, pe teritoriul sitului au mai fost identificate 3 specii de plante, 1 specie de amfibieni, 5 specii de mamifere, 2 specii de nevertebrate, 2 specii de reptile.